# Yamnouroué
Der Yamnouroué ist ein 250 m hoher Hügel auf der Insel Erromango im Staat Vanuatu.

## Vulkanische Aktivität
Der Hügel ist ein südlicher Ausläufer des Massivs um den höchsten Gipfel, den Santop. Er liegt im Westen der Insel bei Unpongkor. Im Nordosten sind die nächsten höheren Berge die Gipfel Ménèl (618 m) und Wablo (552 m).